# Luis Sáenz de la Calzada
Pour les articles homonymes, voir Sáenz et Calzada.
Luis Sáenz de la Calzada, né à León (Espagne) le 11 juillet 1912 et mort le 27 juin 1994 dans cette même ville, est un intellectuel espagnol, médecin, peintre, poète et acteur, lié à la troupe de théâtre de Federico García Lorca, La Barraca.

## Biographie
Né dans une famille progressiste, Luis Sáenz de la Calzada rencontre le poète Federico García Lorca à la Résidence d'étudiants de Madrid. Ce dernier devient directeur de la troupe de théâtre itinérant La Barraca fondée sous la Seconde République.
Luis Sáenz de la Calzada intègre la compagnie en tant qu'acteur et parcourt la Péninsule, jusqu'à ce que la guerre d'Espagne mette un terme au projet. Son ouvrage La Barraca. Teatro Universitario, est considéré comme un témoignage essentiel de cette expérience culturelle populaire unique.

## Postérité
- Son parcours atypique et son œuvre picturale, oubliés dans l'ombre de la dictature franquiste, sont redécouverts aujourd'hui[4].
- Sa fille, Marta Sáenz de la Calzada, conteuse installée au Québec, lui rend régulièrement hommage à travers ses performances[5].